# 马亚克农村居民点
马亚克农村居民点（俄语：Маякское сельское поселение）是俄罗斯联邦伏尔加格勒州列宁斯克区所属的一个农村居民点。其下辖有1个居民点，行政中心为十月马亚克。据2016年统计，该农村居民点的人口为572人。